# Chrysosoma zaitzevi
Chrysosoma zaitzevi är en tvåvingeart som beskrevs av Grichanov 1997. Chrysosoma zaitzevi ingår i släktet Chrysosoma och familjen styltflugor. Inga underarter finns listade i Catalogue of Life.